# Баккал, Месут
Месут Баккал (тур. Mesut Bakkal; род. 19 марта 1964, Кырыккале) — турецкий футболист; тренер.

## Карьера игрока
Родившийся в Кырыккале в черкесской семье из Биледжика Месут Баккал — воспитанник местного футбольного клуба «Кырыккалеспор». В 1983 году он перешёл в «Денизлиспор». 21 августа того же года Баккал дебютировал в Первой лиге, выйдя на замену после перерыва в домашнем поединке против «Сакарьяспора». 23 сентября 1984 года он забил свой первый гол на высшем уровне, отметившись в гостевом матче с «Малатьяспором». Проведя за «Денизлиспор» 10 сезонов, Месут Баккал закончил свою карьеру игрока в 1994 году в «Измирспоре».

## Тренерская карьера
Свою тренерскую карьеру Месут Баккал начинал в «Денизлиспоре», работал тренером и главным тренером молодёжной команды клуба. В 2005 году он впервые возглавил профессиональный клуб — «Генчлербирлиги». Баккал привёл его к шестому месту в итоговой таблице Суперлиги 2005/06. Затем он работал главным тренером многочисленных турецких футбольных клубов.